# فرودگاه نیوکاسل
فرودگاه نیوکاسل (به انگلیسی: Newcastle Airport) یک فرودگاه همگانی مسافربری با کد یاتا NCL است که یک باند فرود آسفالت دارد و طول باند آن ۲۳۲۹ متر است. این فرودگاه در شهر نیوکاسل کشور انگلستان قرار دارد و در ارتفاع ۸۱ متری از سطح دریا واقع شده‌است.

## شرکت‌های هواپیمایی و مقصدهای پروازی

### مسافری
The following airlines operate regular scheduled and charter services to and from Newcastle:
| شرکت‌های هواپیمایی                          | مقصدهای پروازی |
| ------------------------------------------ | --- |
| Aer Lingus Regional اجرا توسط استوبارت ایر | کرک، دوبلین |
| ایر فرانس اجرا توسط CityJet                | شارل دوگل پاریس (پایان در ۲۸ اکتبر ۲۰۱۷) |
| ایر فرانس اجرا توسط هاپ!                   | شارل دوگل پاریس (آغاز از ۲۹ اکتبر ۲۰۱۷) |
| بی‌ام‌آی رجیونال                             | بروکسل، سولا استاوانگر |
| بریتیش ایرویز                              | هیترو لندن |
| بی‌اچ ایر                                   | فصلی: بورگاس |
| Eastern Airways                            | آبردین، کاردیف، جزیره من |
| ایزی‌جت                                     | آلیکانته-الچه، بارسلونا-ال پرات، برلین شونفلد، بلفاست، بریستول، فارو، ژنو، مالاگا، مالت فصلی: کورفو، جرزی، نیس کوت دازور، پالما د مایورکا، رود، اسپلیت، تنریف جنوبی |
| هواپیمایی امارات                           | دوبی |
| یورو وینگز                                 | دوسلدورف |
| فلای‌بی                                     | اکستر، ساوت‌همپتون فصلی: نیوکوئی کورنوال |
| فری‌برد ایرلاینز                            | دالامان |
| جت۲.کام                                    | آلیکانته-الچه، فوئرته‌ونتورا، کریستیانو رونالدو، گرن کناریا، لانزاروته، تنریف جنوبی فصلی: آلمریا، آنتالیا، کورفو, دالامان، دوبروونیک، فارو، جیرونا-کاستا براوا، گرنوبل-ایزره، هراکلین، ایبیزا، جان پل دوم کراکوف-بالیس، لارناکا، مالاگا، مالت، منورکا، مورسیا-سان یاویر، پالما د مایورکا، پافوس، گالیله، پراگ رازیون، رئوس، رود، لئوناردو دا وینچی-فیومیچینو، سالونیک (آغاز از ۳ مه ۲۰۱۸)، زاکینثوس |
| کاال‌ام                                     | اسخیپول آمستردام |
| رایان‌ایر                                   | آلیکانته-الچه، دوبلین، فارو، گدایسک لخ والسا، لانزاروته، مادرید-باراخاس، مالاگا، تنریف جنوبی، وارساو مادلن، وروتسواف کوپرنیکوس فصلی: جیرونا-کاستا براوا، پالما د مایورکا |
| هواپیمایی اسکاندیناوی                      | کپنهاگ |
| Thomas Cook Airlines                       | فوئرته‌ونتورا، غردقه، لانزاروته، تنریف جنوبی فصلی: آلمریا، آنتالیا، بورگاس، کورفو، دالامان، گرن کناریا، هراکلین، ایبیزا، سفلوونیا، جزیره کوس، لارناکا، منورکا، پالما د مایورکا، پافوس , رئوس، رود، ملی سادورینی، ملی جزیره اسکیاتوس، زاکینثوس |
| Thomson Airways                            | آلیکانته-الچه، گرن کناریا، لانزاروته، تنریف جنوبی فصلی: آنتالیا، بورگاس، کانکون، کینتانا رو، کورفو، دالامان، دوبروونیک، فارو، هراکلین، ایبیزا، سفلوونیا، جزیره کوس، لارناکا، مالاگا، منورکا، ناپل، اورلندو سنفورد، پالما د مایورکا، پافوس، رئوس، رود، زاکینثوس چارتر فصلی: ژنو، اینسبروک، زالتسبورگ، تورین کاسله، ورونا                                                                            |

### باری
| شرکت‌های هواپیمایی                            | مقصدهای پروازی          |
| -------------------------------------------- | ----------------------- |
| فدکس اکسپرس اجرا توسط ای‌اس‌ال ایرلاینز ایرلند | گلاسگو، شارل دوگل پاریس |